# ホセ・ゴンザレス (プロレスラー)
ホセ・ゴンザレス（José Huertas González、1947年3月17日 - ）は、プエルトリコのプロレスラー、ブッカー。生年は諸説あり。
カルロス・コロンの主宰するWWCを主戦場に、覆面レスラーのインベーダー1号（Invader #1）としても活動した。ブルーザー・ブロディ刺殺事件でも知られる。

## 来歴

### NWA / WWWF
デビュー後の1960年代末から1970年代初頭にかけては、アメリカ本土でインド人ギミックのサブー・シン（Sabu Singh）を名乗り、ベビーフェイスのポジションでNWAの各テリトリーを転戦。カンザスシティのCSWでは1969年にトーア・カマタ、フロリダのCWFでは1970年にマサ斎藤とも対戦した。
1972年からは太平洋岸においてマニー・クルーズ（Manny Cruz）のリングネームで活動。オレゴン州ポートランドおよびワシントン州シアトルを拠点とするPNWではアル・マドリルとラテン系タッグチームを組み、1973年6月21日にブル・ラモス&クレイ・スペンサーからNWAパシフィック・ノースウエスト・タッグ王座を奪取した。
1973年10月から1974年にかけては、本名のホセ・ゴンザレス（José González）としてWWWFに参戦。プロフェッサー・タナカ、ブラックジャック・ランザ、ラリー・ヘニング、スタン・スタージャック、ドン・レオ・ジョナサン、ニコライ・ボルコフ、キラー・コワルスキー、バリアント・ブラザーズ、そして日本から遠征していたストロング小林など、ヒールのメインイベンターのジョバーを務めた。1975年1月には、当時まだWWWFとの交流が残っていた全日本プロレスに初来日している。
その後は古巣の太平洋岸での活動を経て、1976年3月よりWWWFに復帰。このときもスタン・ハンセン、ブルーザー・ブロディ、ケン・パテラ、バロン・フォン・ラシク、スーパースター・ビリー・グラハムなど、WWWFヘビー級王者ブルーノ・サンマルチノの挑戦者となるヒール勢のジョバーを務めた。その一方、ジョニー・ロッズやホセ・エストラーダといったヒール陣営のジョバーからは勝利を収め、ボボ・ブラジルやアンドレ・ザ・ジャイアントのパートナーにも起用されている。ケビン・サリバンやビリー・ホワイト・ウルフと組んで、ジ・エクスキューショナーズ（コワルスキー&ビッグ・ジョン・スタッド）が保持していたWWWF世界タッグ王座にも挑戦した。
1977年4月、全日本プロレスに再来日して『第5回チャンピオン・カーニバル』に出場。公式リーグ戦ではジャイアント馬場、ジャンボ鶴田、アブドーラ・ザ・ブッチャーとも対戦したが、参加15選手中14位の戦績で白星配給係となった。

### WWC定着後
1978年より、覆面レスラーのインベーダー1号（Invader #1）に変身して地元プエルトリコのWWCに定着。以降、ピエール・マーテル、ディック・スタインボーン、ドン・ケント、ロジャー・カービー、ボビー・ジャガーズ、ドリー・ファンク・ジュニアなどを破り、1980年代にかけて各主要タイトルを再三獲得。インベーダー2号ことロベルト・ソトとのコンビでは、1979年にドリー&テリー・ファンクのザ・ファンクスとWWC世界タッグ王座を争った。
1982年4月、素顔のホセ・ゴンザレスとして新日本プロレスに初参戦。開幕戦の大宮大会ではタイガーマスクとシングルマッチで対戦したが、以降は全日本参戦時と同様に前座試合中心のマッチメイクがなされた。
1983年5月から1984年にかけてはジョニー・リベラとのジ・インベーダーズ（The Invaders）として、ビンス・マクマホン・ジュニアの新体制下となったWWFに参戦。ワイルド・サモアンズが保持していたWWF世界タッグ王座に再三挑戦し、ニューヨークのマディソン・スクエア・ガーデンではミスター・フジ&タイガー・チャン・リーやロディ・パイパー&デビッド・シュルツと対戦した。
その後もWWCではベビーフェイスの主力として活動し、1984年9月15日にコンガ・ザ・バーバリアンからプエルトリコ・ヘビー級王座、1986年11月5日にロン・スターからTV王座をそれぞれ奪取している。
1987年7月にはインベーダー1号として全日本プロレスに久々に来日。天龍源一郎とのシングルマッチも組まれたが、プエルトリコでの活躍に反して日本では前座外国人として扱われ続けた。
WWCでは1988年1月、ケンドー・ナガサキ&ミスター・ポーゴのニンジャ・エクスプレスとWWC世界タッグ王座を争い、4月2日にはスーパー・ブラック・ニンジャこと海外修行時代の武藤敬司を破ってTV王座に返り咲いている。

### ブロディ刺殺事件
1988年7月16日、バヤモンのホワン・ラモン・ロブリエル・スタジアムの一塁側ダッグアウト裏に設けられたシャワールームにおいて、ブルーザー・ブロディの腹部をナイフで刺すという事件を起こす。翌17日、ブロディは出血多量で死去した。
原因については諸説あるが、ゴンザレスはWWCではブッカーを兼任し、現場を仕切る立場でもあった。ブロディは自分の要求が通らなければ当日の試合でも平気でボイコットすることがあり、売り出し中のレスラーへのセールを独断で拒絶することもあるなど、その横暴な振る舞いに日頃から怒りを募らせていたゴンザレスが凶行に及んだとされる。WWWF時代から格下扱いされていた遺恨も一因とされるが、その一方で、ブロディはWWCのオフィスに金を貸しており、そのトラブルがもとでオフィス側がゴンザレスに殺害を依頼したとの説もあったという。
ゴンザレスは殺人容疑で逮捕・起訴されたが、保釈金を払って釈放された後、1989年に陪審で正当防衛が認められて無罪となった。トニー・アトラスなど現場にいた複数のアメリカ人レスラーも証人として出廷するはずだったが、召喚状が届いたのは裁判の終了後だったという。
なお、ゴンザレスは1978年6月30日にも、試合中に心臓部へ放ったパンチが原因で、マイク・マーテル（リック・マーテルの実兄）を死亡させるというリング禍を起こしている。

### 事件後
その後もWWCでは第一線での活躍を続け、1989年4月15日にブッチャーから北米ヘビー級王座、同年10月7日にイワン・コロフからプエルトリコ・ヘビー級王座、1990年3月4日にハーリー・レイスからカリビアン・ヘビー級王座を奪取した。
1990年8月29日、WWCのオフィスを訪れた大仁田厚がゴンザレスによって腹部を刺されるという新たな事件が起こる。当時、大仁田はFMWでミスター・ポーゴ率いる「プエルトリコ軍団」と抗争しており、その決着戦が同年11月5日のFMW1周年記念興行で予定されていた。この事件は、その前人気を煽るためのアングルだったが、ブロディの死を利用したとしてファンや関係者の大きな反感を買い、最終的にゴンザレスのFMW登場は実現しなかった。週刊プロレスや週刊ゴングをはじめとするプロレスマスコミは「ゴンザレスを招聘するなら、今後一切FMWの取材はしない」などと厳しい対応を見せていた。大仁田は当時のトークショーで「もしゴンザレスを（FMWに）呼んだら観に来ますか?」と観客に聞いたところ、誰もそれに賛同せず、その反応を見て「厳しいなぁ」と苦い表情をした（その様子は当時の週刊プロレスにも記事として取り上げられた）。なお、このアングルの流れで、ポーゴは同興行での大仁田戦でゴンザレスの顔写真がプリントされたTシャツを持って登場したが、その行為を心から後悔していると後年になって告白している。
1991年12月25日にはディック・マードックを破り、久々にTV王座を獲得。1992年8月8日にはボスのカルロス・コロンを下して、フラッグシップ・タイトルのユニバーサル・ヘビー級王座を奪取した。1990年代中盤より試合出場は減少するも、2001年11月24日にはジム・スティールを破りプエルトリコ・ヘビー級王座を獲得。通算12回目となる最後のタイトル戴冠を果たした。
2003年から2006年にかけてはIWAに参戦して、プロデューサーを務めつつ、サビオ・ベガとのタッグなどで活動。その後、しばらくリングを離れていたが、2011年7月のアニバーサリーイベントでWWCに復帰。以降も単発的にリングに上がり、カルロス・コロンの息子のカリートやプリモとも対戦した。2019年からは70代の高齢ながら、再びIWAに出場している。

## 獲得タイトル
パシフィック・ノースウエスト・レスリング
- NWAパシフィック・ノースウエスト・タッグ王座：1回（w / アル・マドリル）[7]

ワールド・レスリング・カウンシル
- WWCユニバーサル・ヘビー級王座：2回[30]
- WWC北米ヘビー級王座：4回[28]
- WWCカリビアン・ヘビー級王座：5回[29]
- WWCプエルトリコ・ヘビー級王座：12回[21]
- WWC TV王座：5回[22]
- WWC世界タッグ王座：15回（w / ホセ・リベラ×3、インベーダー3号×3、エル・ブロンコ×3、インベーダー2号×2、ピエール・マーテル、カルロス・コロン、ウラカン・カスティーヨ・ジュニア、マエロ・ウエルタス）[15]
- WWC北米タッグ王座：6回（w / スーパー・グラディエーター×2、インベーダー3号×2、インベーダー2号、カルロス・コロン）[32]
- WWCカリビアン・タッグ王座：6回（w / インベーダー4号×2、スーパー・グラディエーター、インベーダー3号）[33]